# Rainer Liedtke (Historiker)
Rainer Liedtke (* 21. März 1967 in Herne) ist ein deutscher Historiker.
Rainer Liedtke studierte von 1986 bis 1995 Geschichte und Germanistik an den Universitäten Bochum, Warwick und Oxford. Er wurde in Oxford am St Antony’s College 1995 promoviert. Liedtke erhielt 1995/96 ein Forschungsstipendium des Hartley Institute der University of Southampton. Im Jahr 1996 war er Visiting Assistant Professor an der University of Michigan, Ann Arbor. Liedtke war wissenschaftlicher Mitarbeiter an der Technischen Universität Berlin (1997–1999) und der Universität Gießen (1999–2004). Im Jahr 2005 erfolgte seine Habilitation in Gießen über Kommunikationswege und Informationstransfer im europäischen Privatbankwesen des 19. Jahrhunderts. Von 2004 bis 2006 war er wissenschaftlicher Assistent an der Universität zu Kiel und von 2006 bis 2009 wissenschaftlicher Mitarbeiter an der Justus-Liebig-Universität Gießen. Er war von 2009 bis 2014 Gastprofessor / Wissenschaftlicher Mitarbeiter an der Technischen Universität Darmstadt. Liedtke war 2013 für Jens Ivo Engels Vertretungsprofessor für Neuere und Neueste Geschichte an der Technischen Universität Darmstadt. Seit Oktober 2014 ist er Inhaber des Lehrstuhls für Europäische Geschichte (19. und 20. Jahrhundert) an der Universität Regensburg und als Principal Investigator Mitglied der Graduiertenschule für Ost- und Südosteuropastudien.
Seine Forschungsschwerpunkte sind die vergleichende europäische Geschichte, die Stadtgeschichte und Urbanisierungsforschung, die jüdische Geschichte, die britische Geschichte und die Geschichte des neuzeitlichen Griechenlands. In seiner Dissertation befasste er sich mit der jüdischen Wohltätigkeit in Hamburg und Manchester von 1850 bis 1914. Liedtke untersuchte in seiner Habilitationsschrift am Beispiel des Londoner Bankhauses von Nathan Mayer Rothschild & Sons die Kommunikationswege und den Informationstransfer im Privatbankwesen zwischen den Napoleonischen Kriegen und den 1870er Jahren. Im Jahr 2010 veröffentlichte er ein Überblickswerk zur Geschichte Europas von 1815 bis zur Gegenwart. Zwei Jahre später erschien von ihm eine Darstellung zur Industriellen Revolution.

## Schriften (Auswahl)
Monographien
- Die Industrielle Revolution (= UTB. Bd. 3350). UTB, Stuttgart 2012, ISBN 978-3-8252-3350-1.
- Geschichte Europas. Von 1815 bis zur Gegenwart (= UTB. Bd. 3205). Schöningh, Paderborn 2010, ISBN 978-3-8252-3205-4.
- N M Rothschild & Sons. Kommunikationswege im europäischen Bankenwesen im 19. Jahrhundert. Böhlau, Köln u. a. 2006, ISBN 3-412-36905-5.
- Jewish welfare in Hamburg and Manchester, c. 1850–1914. Clarendon Press, Oxford 1998, ISBN 0-19-820723-9.

Herausgeberschaften
- mit Klaus Weber: Religion und Philanthropie in den europäischen Zivilgesellschaften. Entwicklungen im 19. und 20. Jahrhundert. Schöningh, Paderborn u. a. 2009, ISBN 978-3-506-76384-6.
- mit David Rechter: Towards normality? Acculturation and modern German jewry. Mohr Siebeck, Tübingen 2003, ISBN 3-16-148127-5.